# Bondiss
Bondiss est un village d'été (summer village) du Comté d'Athabasca, situé dans la province canadienne d'Alberta.

## Démographie
En tant que localité désignée dans le recensement de 2011, Bondiss a une population de 106 habitants dans 56 de ses 157 logements, soit une variation de -19,1 % avec la population de 2006. Avec une superficie de 1,326 4 km2, village d'été possède une densité de population de 79,915 6 hab/km2 en 2011.
Concernant le recensement de 2006, Bondiss abritait 131 habitants dans 68 de ses 171 logements. Avec une superficie de 1,326 4 km2, village d'été possédait une densité de population de 98,8 hab/km2 en 2006.
| 2001 | 2006 | 2011 | 2016 |
| ---- | ---- | ---- | ---- |
| 104  | 131  | 106  | 110  |